# 가지사슬 알파-케토산 탈수소효소 복합체
가지사슬 α-케토산 탈수소효소 복합체(영어: branched-chain α-keto acid dehydrogenase complex, BCKDC 또는 BCKDH 복합체)는 미토콘드리아 내막에서 발견되는 다중효소 복합체이다. 이 효소 복합체는 가지가 있는 짧은 사슬 α-케토산의 산화적 탈카복실화를 촉매한다. 가지사슬 α-케토산 탈수소효소 복합체는 시트르산 회로에서 기능하는 주요 효소인 피루브산 탈수소효소 복합체와 α-케토글루타르산 탈수소효소 복합체로 구성된 미토콘드리아 α-케토산 탈수소효소 복합체 패밀리의 구성원이다.

## 조효소
가지사슬 α-케토산 탈수소효소 복합체의 조효소는 다음과 같다.
- 티아민 피로인산 (TPP)
- 리포산
- 조효소 A (CoA)
- 플라빈 아데닌 다이뉴클레오타이드 (FAD)
- 니코틴아마이드 아데닌 다이뉴클레오타이드 (NAD+)

## 생물학적 기능
동물 조직에서 가지사슬 α-케토산 탈수소효소 복합체는 가지사슬 아미노산인 L-아이소류신, L-발린, L-류신의 이화작용에서 비가역적인 단계를 촉매하여 이들의 탈아미노화 유도체(각각 L-α-케토-β-메틸발레르산, α-케토아이소발레르산, α-케토아이소카프로산)에 작용하며, 이를 α-메틸뷰티릴-CoA, 아이소뷰티릴-CoA, 아이소발레릴-CoA로 각각 전환한다. 세균에서 이 효소는 가지가 있는 긴 사슬 지방산의 합성에 참여한다. 식물에서 이 효소는 가지가 있는 긴 사슬 탄화수소의 합성에 관여한다.

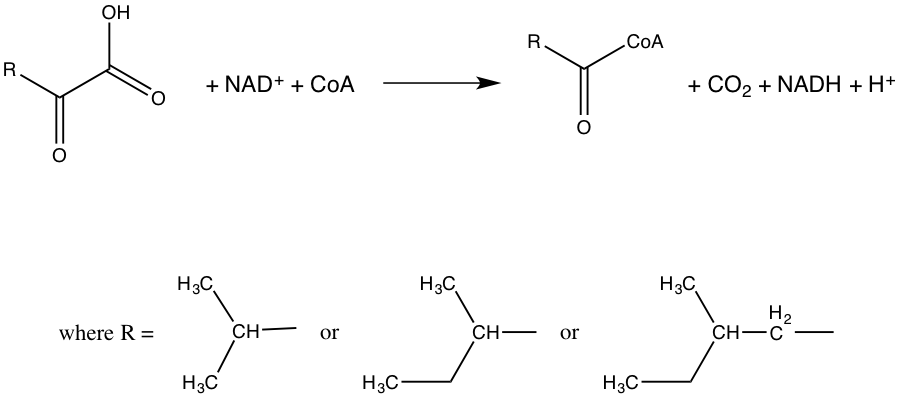
그림 1: 가지사슬 α-케토산 탈수소효소 복합체에 의해 촉매되는 전체적인 반응

가지사슬 α-케토산 탈수소효소 복합체에 의해 촉매되는 전체적인 이화반응은 그림 1에 나타나 있다.

## 구조
가지사슬 α-케토산 탈수소효소 복합체에 의한 효소 촉매작용의 메커니즘은 주로 이 대규모 효소 복합체의 정교한 구조에 의존한다. 이 효소 복합체는 다음의 표와 같이 α-케토산 탈수소효소(E1 소단위체라고도 함), 다이하이드로리포일 아실기전이효소(E2 소단위체라고도 함), 다이하이드로리포아마이드 탈수소효소(E3 소단위체라고도 함)의 3가지 촉매 성분으로 구성된다.
| 소단위체 | EC 번호      | 명칭                                | 유전자 | 보조 인자             |
| -------- | ------------ | ----------------------------------- | ------ | --------------------- |
| E1       | EC 1.2.4.4   | α-케토산 탈수소효소                 | BCKDHA | 티아민 피로인산 (TPP) |
| E2       | EC 2.3.1.168 | 다이하이드로리포일 아실기전이효소   | DBT    | 리포산, 조효소 A      |
| E3       | EC 1.8.1.4   | 다이하이드로리포아마이드 탈수소효소 | DLD    | FAD, NAD+             |

사람에서는 팔면체 대칭으로 배열된 E2의 24개의 복사본이 가지사슬 α-케토산 탈수소효소 복합체의 핵심을 형성한다. 24개의 E2 소단위체로 구성된 이 중합체와 비공유적으로 연결된 것은 12개의 E1 α2β2 사량체와 6개의 E3 동종이량체이다. E1/E3 결합 도메인 외에도 E2 소단위체에는 2가지 다른 중요한 구조 도메인(① 단백질의 아미노 말단 부분에 있는 리포일 함유 도메인과 ② 단백질의 카복시 말단 부분에 있는 내부 코어 도메인)이 있다. 내부 코어 도메인은 두 개의 도메인 간 세그먼트(링커)에 의해 E2 소단위체의 다른 두 도메인에 연결된다. 내부 코어 도메인은 효소 복합체의 올리고머 코어를 형성하는 데 필요하며 아실기전이효소 반응을 촉매한다(아래의 "메커니즘" 문단에 설명함). E2의 리포일 도메인은 앞서 언급한 링커의 입체구조적 유연성 덕분에 조립된 가지사슬 α-케토산 탈수소효소 복합체의 E1, E2, E3 소단위체의 활성 부위 사이에서 자유롭게 움직인다(그림 2 참조). 따라서 기능과 구조의 측면에서 E2 성분은 가지사슬 α-케토산 탈수소효소 복합체에 의해 촉매되는 전체 반응에서 중심적인 역할을 한다.

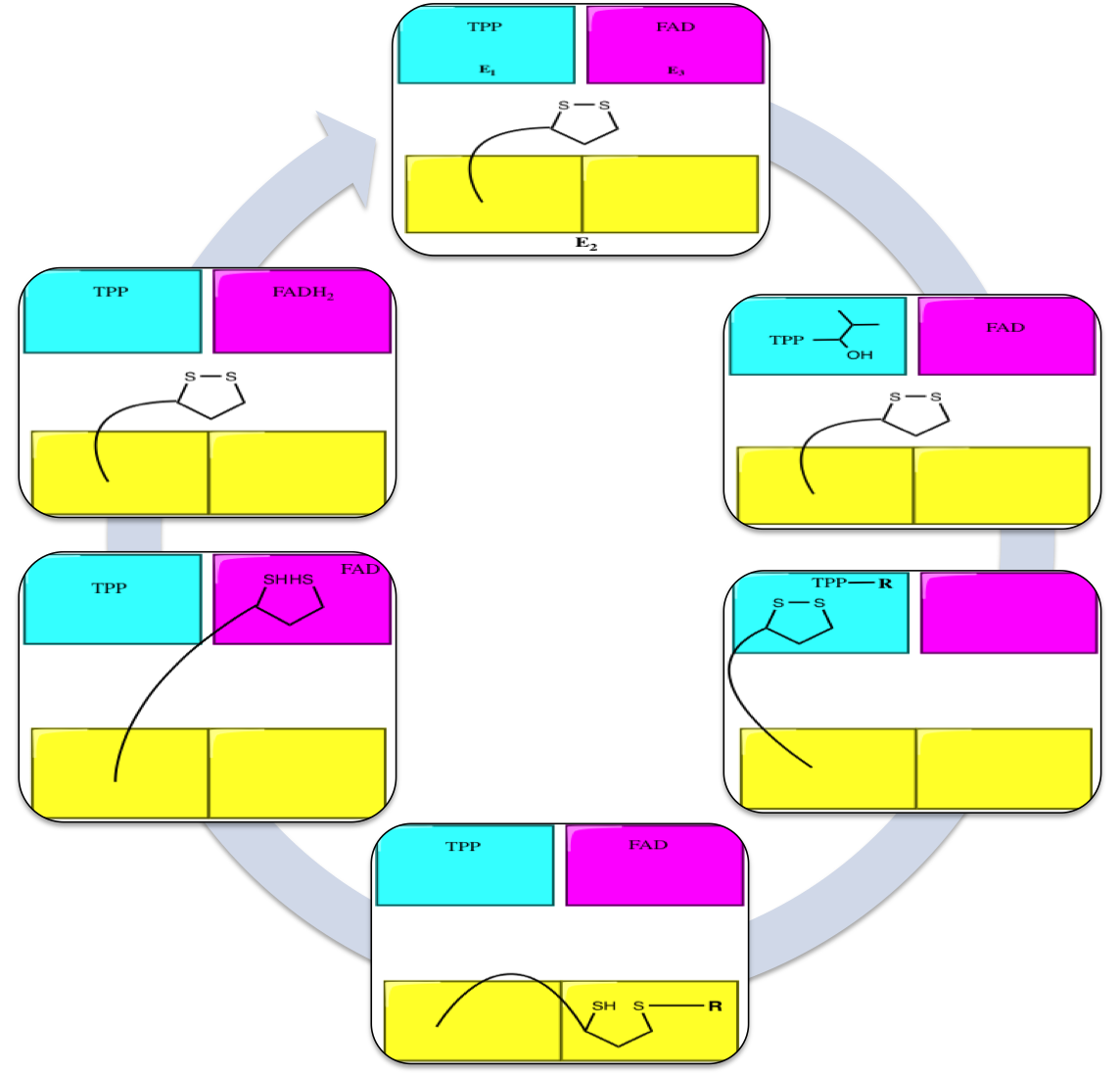
그림 2: "이동하는" 리포일 도메인의 모식도. 이 리포일 도메인은 가지사슬 α-케토산 탈수소효소 복합체의 E_{2} 소단위체에 공유결합되어 있지만 E_{1}, E_{2}, E_{3} 소단위체 사이를 자유롭게 이동할 수 있다. "메커니즘 문단에서 설명된 대로 가지사슬 α-케토산 탈수소효소 복합체의 3개의 소단위체 각각의 활성 부위 사이를 자유롭게 이동하는 리포일 도메인의 능력은 이 효소 복합체의 촉매 활성에서 크고 중요한 역할을 한다.

각 소단위체의 역할은 다음과 같다.

### E1소단위체
E1 소단위체 (EC 1.2.4.4)는 티아민 피로인산(TPP)을 촉매 보조 인자로 사용한다. E1 소단위체는 α-케토산의 탈카복실화와 E2에 공유 결합된 리포일 부분(또 다른 촉매 보조 인자)의 후속적인 환원적 아실화를 모두 촉매한다.

### E2소단위체
E2 소단위체 (EC 2.3.1.168)는 리포일 잔기의 아실기가 조효소 A(화학양론적 보조 인자)로 전달되는 것을 촉매한다.

### E3소단위체
E3 소단위체 (EC 1.8.1.4)는 플라보 단백질로 FAD(촉매 보조 인자)를 산화제로 사용하여 E2의 환원된 리포일 황 잔기를 재산화시킨다. 그런 다음 FAD는 이러한 양성자와 전자를 NAD+(화학량론적 보조 인자)로 전달하여 반응 회로를 완성한다.

## 메커니즘
앞서 언급한 바와 같이 포유류에서 가지사슬 α-케토산 탈수소효소 복합체의 주요 기능은 가지사슬 아미노산의 이화작용에서 비가역적인 단계를 촉매하는 것이다. 그러나 가지사슬 α-케토산 탈수소효소 복합체는 상대적으로 넓은 특이성을 가지며, 4-메틸싸이오-2-옥소뷰티르산과 2-옥소뷰티르산도 유사한 속도로 산화시키고 이들은 기질인 가지사슬 아미노산과 유사한 Km 값을 갖는다. 가지사슬 α-케토산 탈수소효소 복합체는 또한 피루브산을 산화시키지만 이렇게 느린 속도에서는 이 부반응이 생리학적으로 거의 의미가 없다.
반응 메커니즘은 다음과 같다. 여러 가지사슬 α-케토산 중 하나가 출발물질로 사용될 수 있다는 점에 유의해야 한다. 이 예에서는 α-케토아이소발레르산이 가지사슬 α-케토산 탈수소효소 복합체의 기질로 임의로 선택되었다.
참고: 단계 1과 단계 2는 E1 도메인에서 일어난다.
단계 1: α-케토아이소발레르산은 티아민 피로인산(TPP)와 결합한 후 탈카복실화된다. 화살표로 표시된 반응 메커니즘은 그림 3에 나타나 있다.

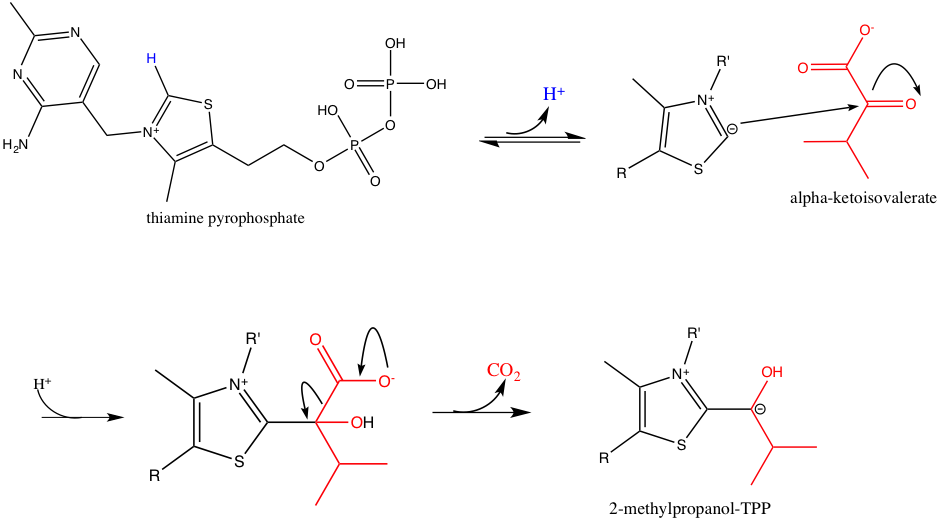
그림 3: α-케토아이소발레르산은 티아민 피로인산(TPP)와 결합한 후 탈카복실화된다.

단계 2: 2-메틸프로판올-TPP는 산화되어 아실기를 형성하는 동시에 E2의 리포일 보조 인자로 전달된다. 티아민 피로인산(TPP)이 재생된다는 점에 유의해야 한다. 화살표로 표시된 반응 메커니즘은 그림 4에 나타나 있다.

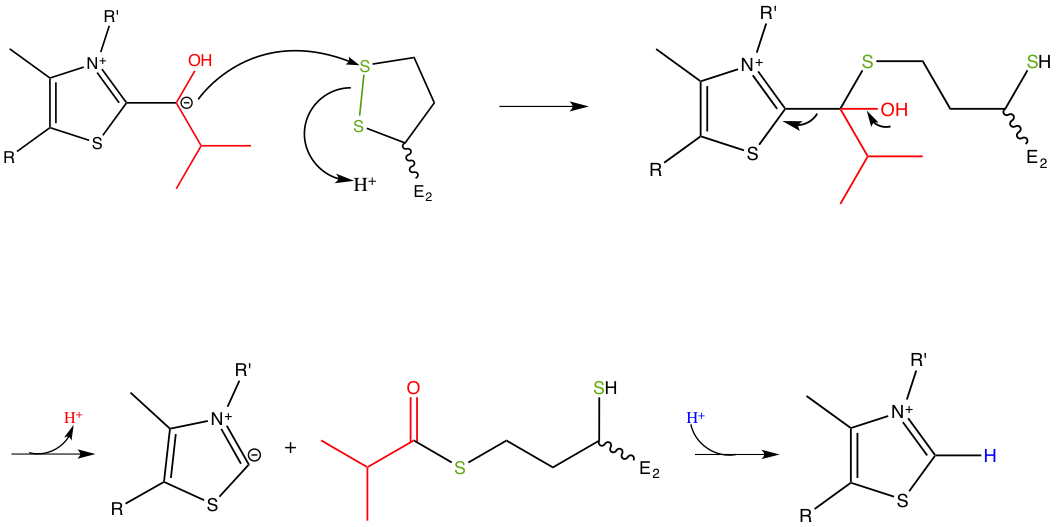
그림 4: 2-메틸프로판올-TPP는 산화되어 아실기를 형성하는 동시에 E_{2}의 리포일 보조 인자로 전달된다. 티아민 피로인산(TPP)이 재생된다는 점에 유의해야 한다.

참고: 아실화된 리포일 암은 이제 E1을 떠나 단계 3이 일어나는 E2 활성 부위로 이동한다.
단계 3: 아실기가 CoA로 전달된다. 화살표로 표시된 반응 메커니즘은 그림 5에 나타나 있다.

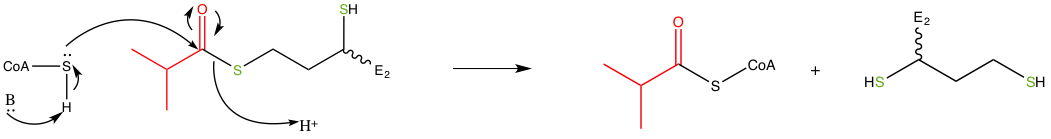
그림 5: 아실기가 CoA로 전달된다.

참고: 환원된 리포일 암은 이제 단계 4와 단계 5가 일어나는 E3 활성 부위로 이동한다.
단계 4: FAD 조효소에 의한 리포일 부분의 산화 (그림 6 참조).

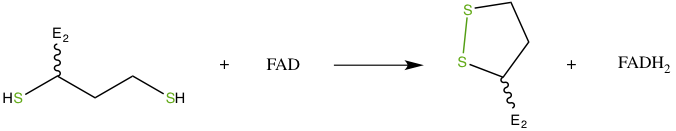
그림 6: FAD 조효소에 의한 리포일 부분의 산화

단계 5: FADH2를 FAD로 재산화하여 NADH를 생성한다.
FADH2 + NAD+ → FAD + NADH + H+

## 질병 관련성
이 복합체의 효소 중 하나라도 결핍되고 복합체 전체가 저해되면 가지사슬 아미노산과 그 유해한 유도체가 체내에 축적된다. 이러한 축적물은 신체 배설물(예: 귀지 및 소변)에 달콤한 냄새를 더해 단풍시럽뇨병으로 알려진 병리를 유발한다.
이 효소는 급성 간부전의 한 형태인 원발 쓸개관 간경화에서 인식되는 자가항원이다. 이들 항체는 염증성 면역 반응으로 인해 발생한 산화된 단백질을 인식하는 것으로 보인다. 이러한 염증 반응 중 일부는 글루텐 민감증으로 설명된다. 다른 미토콘드리아 자가항원에는 항미토콘드리아 항체에 의해 인식되는 항원인 피루브산 탈수소효소 복합체와 α-케토글루타르산 탈수소효소 복합체가 포함된다.
단백질 생성물이 복합체의 활성을 제어하는 가지사슬 케토산 탈수소효소 키네이스(BCKDK) 유전자의 돌연변이는 복합체의 과도한 활성화 및 세 가지 아미노산의 과도한 이화작용을 초래할 수 있다.이로 인해 2012년에 사람에서 최초로 기술된 희귀 질환인 가지사슬 케토산 탈수소효소 키네이스 결핍증이 발생한다.

## 같이 보기
- 피루브산 탈수소효소 복합체
- α-케토글루타르산 탈수소효소 복합체
- 가지사슬 아미노산